# Kolodruma
Kolodruma (bugarski: Колодрума) je višenamjenska športska dvorana i velodrom u bugarskom gradu Plovdivu. ovisno o namjeni i športu, može imati kapacitet od 4.800 do 7.500 sjedećih mjesta. Jedina je višešportska dvorana i velodrom u jednom u Bugarskoj, ali i cijeloj Jugoistočnoj Europi (ne računajući Hrvatsku).
Osim biciklističkih natjecanja u Kolodrumi se mogu održavati susreti i natjecanja u još 22 športa, među kojima se ističu odbojka, rukomet, košarka, nogomet i futsal. Unutar športskog kompleksa nalazi se i podzemno parkiranje s 300 mjesta, novinarska soba, svlačionice, sobe za trenere i izbornike, športsko-rekreacijski centar, restoran i trgovine športskom opremom.
Dvorana je građena prema nacrtima nizozemskog arhitekta Sandera Doume, koji je prije toga radio nacrte za izgradnju velodroma u Ateni, Monte Carlu, Palma de Mallorci i Manchesteru, a nadahnuće je pronašao u Zagrebačkoj areni.
Otvorena je 30. kolovoza 2015. uz prisustvo mnogih bugarskih osoba iz javnog života i visokih državnih dužnosnika.